# Spanska Tripolitanien

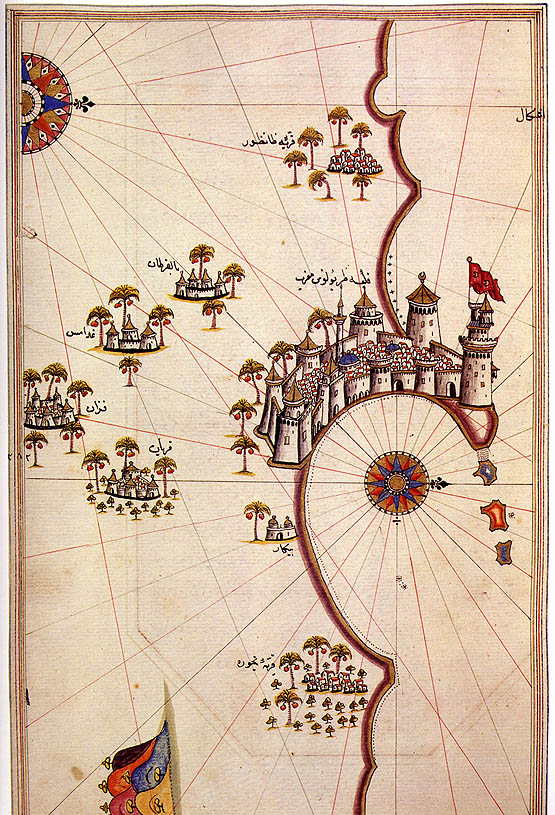
Spanska Tripolitanien

Spanska Tripolitanien var ett spanskt presidio omfattande staden Tripoli i Libyen, som tillhörde Spanska imperiet i Nordafrika mellan 1510 och 1530. 
Spanien erövrade staden från Zayyaniderna efter den spanska erövringen av Tripoli i juli 1510. I tjugo år regerades besittningen åt Spanien från Spaniens vicekung i Sicilien. Spanien överlät besittningen på Johanniterorden, som regerade staden i tjugoett år innan den intogs av Osmanska riket 1551. 